# Nová Baňa
Nová Baňa (Hongaars:Újbánya, Duits: Königsberg) is een Slowaakse gemeente in de regio Banská Bystrica, en maakt deel uit van het district Žarnovica.
Nová Baňa telt 7505 inwoners.

## Geboren
- Marek Bakoš (1983), voetballer

Brehy · Hodruša-Hámre · Horné Hámre · Hrabičov · Hronský Beňadik · Kľak · Malá Lehota · Nová Baňa · Orovnica · Ostrý Grúň · Píla · Rudno nad Hronom · Tekovská Breznica · Veľká Lehota · Veľké Pole · Voznica · Žarnovica · Župkov